# Захарівка (Іванівська селищна громада)
Заха́рівка — село в Україні, у Іванівській селищній громаді Генічеського району Херсонської області. Населення становить 94 особи (на 01.01.2015).
До 1957 року — у складі Дмитрівської сільради, опісля — у складі Трохимівської сільради. З 2018 року у складі Іванівської ОТГ.

## Назва
Назва села походить від імен перших поселенців — Захара Якуня, Захара Черевка та Захара Остапенка.

## Історія
Село Захарівка засноване в 1908 р. і є т. зв. «столипінським висілком».
З довоєнних часів (з 1929 р.? в 1931 ?) в Захарівці та сусідній Лермонтівці (висілок № 10) діяв місцевий колгосп «Спартак», членами якого були родини Куриленко, Левченко, Іграєвих, Грушко, Харченко, Дзюби, Мерзіна, Черевко, Репешко, Жеропа, Авдейко, Редько та Ковиза. За усними переказами, у селі діяла і комуна «Авангард». Встановити час її діяльності на разі не вдалося.
На початку осені 1941 р. Захарівка була захоплена гітлерівцями.
В роки гітлерівської окупації до Німеччини на примусові роботи було вивезено чоловік (). На фронтах війни воювало 52 захарівчан,10 з них загинули: Мерзін І. Т. 1915 р.н., Левченко М. Т. 1893 р.н., Яруш І. Ф. 1926 р.н., Федунов І. І. 1922 р.н., Грушко Л. Х. 1900 р.н. Про діяльність місцевого окупаційного громадського господарства на разі даних не має.
Датою визволення Захарівки від німецько-нацистських загарбників вважається 29 жовтня 1943 року.
Після визволення в селі нараховувалося 48 дворів та проживало 286 мешканців (100 осіб чоловічої статі, 186 — жіночої статі); з них — 121 дитина віком до 18 років.
Відновив діяльність місцевий колгосп «Спартак», який очолила Антоніна Булищенко 1908 р.н., місцева Захарівська семирічка, у якій навчалося на початок 1945 р. 53 учнів (вчителі Кочерга Дмитро, Басараб Уляна та Шамрай Марія). В повоєнному колгоспі працювали переважно жінки та підлітки; було лише 4 трактористи (Репешко Ф. С., Куриленко Г. С., Онищенко А. І., Лук′янець П. Д.).
В 1951 р., в умовах сталінського укрупнення колгоспів, колгосп «Спартак» був об'єднаний з колгоспами «Жовтень» (Новодмитрівка Перша) та «Спайка» (зникле село Павлівка) в єдиний колгосп ім. С.Будьонного.
Після створення в 1957 р. великого радгоспу-гіганта «Мирний», Захарівка стає його відділенням. Через два роки радгосп-гігант знову був розукрупнений на три менші радгоспи з центрами в Новодмитрівці Другій, Агайманах та Трохимівці.
З 1959 року Захарівка стає відділком № 3 радгоспу «Мирний».
В селі на той час проживало 195 мешканців, з яких 78 — діти дошкільного та шкільного віку. В ньому існувала МТФ, тракторна бригада, а згодом, значно пізніше, вівчарня. Першим керуючим відділку був Гордієнко Михайло, бригадирами — Башмаков Іван (СТФ), Левченко Федір та Репешко Федір. Після утворення Трохимівської восьмирічної школи, Захарівська семирічка була реорганізована у початкову школу.
В селі діяла початкова школа, клуб та сільська бібліотека (завідувачка Пасько Ольга). В селі працював магазин (завідувач Тищенко Олексій).
В 2-й половині 60-х рр., під час кампанії з ліквідації т. зв. «не перспективних сіл», населення Захарівки збільшилося за рахунок мешканців з сіл Лермонтівки (10), Федорівки (2) та Вознесенівки (8).
В 70-х рр. в селі проводилося активне житлове будівництво: будувались нові житлові будинки на місці колишніх саманних землянок. Кількість населення Захарівки зростала: з 1970 р.- від 295 осіб, до в 1976 р. — 327 осіб. Але далі, населення почало зменшуватися: з 266 в 1980 р. до 184 чоловік в 1985 р.. В Захарівці діють два потужні земельні орендавці. На рубежі ХХ-ХХІ ст. село почала масово залишати молодь, шукаючи роботу.
12 червня 2020 року, відповідно до розпорядження Кабінету Міністрів України № 713-р «Про визначення адміністративних центрів та затвердження територій територіальних громад Запорізької області», увійшло до складу Іванівської селищної громади.
17 липня 2020 року, в результаті адміністративно-територіальної реформи та ліквідації Іванівського району, село увійшло до складу Генічеського району.
24 лютого 2022 року село тимчасово окуповане російськими військами під час російсько-української війни.

## Населення
Згідно з переписом УРСР 1989 року чисельність наявного населення села становила 186 осіб, з яких 85 чоловіків та 101 жінка.
За переписом населення України 2001 року в селі мешкали 123 особи.

### Мова
Розподіл населення за рідною мовою за даними перепису 2001 року:
| Мова       | Відсоток |
| ---------- | -------- |
| українська | 94,31 %  |
| російська  | 3,25 %   |
| молдовська | 0,81 %   |
| інші       | 1,63 %   |

## Пам'ятки
Вода з артезіанської свердловини Захарівки — найкраща за показниками питної води в межах сучасної Трохимівської сільради.